# 細鹿屬
細鹿屬（學名Leptotragulus）是一屬已滅絕及細小的原角鹿科。牠們生存於始新世的北美洲。牠們外觀像鹿，但卻較為接近駱駝。牠們頭上及眼眶上都有角。牠們重約8.79-11.1公斤。